# Fred McLeod (golfer)
Frederick Robertson McLeod (1882 – 1976) was een Schotse golfer die in 1908 het US Open won.
Fred werd op 17-jarige leeftijd lid van de Brass Golf in North Berwick. Deze club had geen eigen golfbaan, dus hij speelde op openbare banen in de buurt. In 1903 emigreerde hij naar de Verenigde Staten. Zijn eerste baan als clubprofessional vond hij op de Rockford Country Club in Illinois.
In 1908 eindigde hij gelijk met voormalig winnaar Willie Smith bij het US Open. De play-off bestond toen nog uit 18 holes. Fred McLeod won met 77-83. In latere jaren zou hij zeven keer in de top-10 eindigen.
Van 1963 - 1976 was hij 'honorary starter' bij de Masters.

## Gewonnen
Onder meerː
- 1905ː Riverside Open, Western PGA Championship
- 1907ː Western PGA Championship
- 1908ː US Open
- 1909ː North and South Open op Pinehurst
- 1912ː Shawnee Open
- 1920ː North and South Open op Pinehurst
- 1924ː St. Petersburg Open
- 1927ː Maryland Open
- 1938ː US Senior PGA Championship